# عباس زغیر
عباس زغیر (عربی: عباس زغير)؛ ورزشکار بوکس اهل عراق است. او به نمایندگی از کشورش در بازی‌های المپیک تابستانی ۱۹۸۴ شرکت کرد.